# 13-я стрелковая дивизия (1-го формирования)
13-я стрелковая Дагестанская дивизия (13 сд) — стрелковое формирование (соединение, стрелковая дивизия) РККА Вооружённых сил СССР, принимавшее участие в польском походе, а также в Великой Отечественной войне.
Боевые периоды (в действующей армии):
- 17 — 28 сентября 1939 года;
- 22 июня — 19 сентября 1941 года.

## История
Дивизия сформирована 13 июля 1922 года в Дагестане на базе 1-й Дагестанской стрелковой бригады.
В 1931 году дислоцировалась на территории Северо-Кавказского края. Управление дивизии, 37-й и 39-й стрелковый полки располагались в городе Каменск-Шахтинский, 38-й стрелковый полк в Миллерово, 13-й артиллерийский полк в Таганроге.
В сентябре — октябре 1939 года в ходе Польской компании принимала участие в походе в Западную Белоруссию в составе 5-го стрелкового корпуса конно-механизированной группы Белорусского фронта.
На 22 июня 1941 года дивизия дислоцировалась на границе на участке Замбров — Снядово. С 22 июня 1941 года вела бои на подступах к Замброву, в составе 5-го стрелкового корпуса 10-й армии. С 23 июня 1941 года отходит в направлении Червоного Бора (юго-западнее Ломжи), ведя бои арьергардами на рубеже Гронды — Тарново — Домбек — (иск.) Гостары. К 24 июня 1941 года дивизия отошла за Нарев, заняв оборону на позициях справа от 86-й стрелковой дивизии. В этот день в полосе соседней дивизии начались ожесточённые бои, но по каким-то причинам 13-я стрелковая дивизия в бой не была введена и несколько дней стояла на Нареве.
На утро 25 июня 1941 года 13-я стрелковая дивизия находилась в Гуре и Бачутах (ныне в гмине Туроснь-Косцельна). В ночь на 26 июня 1941 года 13-я стрелковая дивизия получила приказ на отход в район Супрасльской пущи (северо-восточнее Белостока), но на марше попала под авианалёт и была уничтожена. Разрозненные остатки 13-й стрелковой дивизии начали отход через Белосток к Волковыску и далее, пытались пробиться на восток через реку Зельвянка, но успеха не имели и, разделившись на мелкие группы, рассеялись и погибли в котле окружения. Командир дивизии генерал-майор Наумов попал в плен под Осиповичами и впоследствии сотрудничал с немцами.
Дивизия была официально расформирована 19 сентября 1941 года.

## В составе
| Дата                  | Фронт (округ)                   | Армия                         | Корпус (группа)       | Примечания                 |
| --------------------- | ------------------------------- | ----------------------------- | --------------------- | -------------------------- |
| 1931 — 1939 года      | Северо-Кавказский военный округ | —                             | —                     | —                          |
| 17 сентября 1939 года | Белорусский фронт               | Конно-механизированная группа | 5-й стрелковый корпус | Во время Польской кампании |
| 22 июня 1941 года     | Западный фронт                  | 10-я армия                    | 5-й стрелковый корпус | —                          |
| 01 июля 1941 года     | Западный фронт                  | 10-я армия                    | —                     | —                          |

## Состав
- управление
- 119-й стрелковый полк
- 172-й стрелковый полк
- 296-й стрелковый полк
- 48-й артиллерийский полк
- 58-й гаубичный артиллерийский полк
- 115-й отдельный истребительно-противотанковый дивизион
- 312-й отдельный зенитный дивизион
- 369-й миномётный батальон
- 14-я разведрота
- 81-й отдельный сапёрный батальон
- 59-й отдельный батальон связи
- 112-й медико-санитарный батальон
- 8-я отдельная рота химический защиты
- 21-й автотранспортный батальон
- 162-я полевая хлебопекарня
- 161-я дивизионная авторемонтная мастерская
- 194-я полевая почтовая станция
- 256-я полевая касса Госбанка

## Командиры
- Казанский, Евгений Сергеевич (01.1930 — 02.1932);
- Вишнеревский, Владимир Александрович (1935 — 5.05.1938), комбриг;
- Наумов, Андрей Зиновьевич (10.02.1939 — 19.09.1941), комбриг, генерал-майор.

## Награды и наименования
- 13.07.1922 — присвоено почётное наименование «Дагестанская»